# ウクライナ国立歴史博物館
座標: 北緯50度27分30秒 東経30度30分58秒 / 北緯50.45833度 東経30.51611度
ウクライナ国立歴史博物館（英語: National Museum of the History of Ukraine, ウクライナ語: Національний музей історії України, 略称：MIST）は、ウクライナの首都キーウにある歴史博物館である。古代から現代までのウクライナの歴史を展示し、約80万点の収蔵品を誇る国内有数の博物館の一つである。考古学、貨幣学、民俗学、武器、装飾芸術、写本、絵画、ウクライナの独立運動関連の遺物などを収蔵し、常設展示では約2万2000点が公開されている。

## 歴史

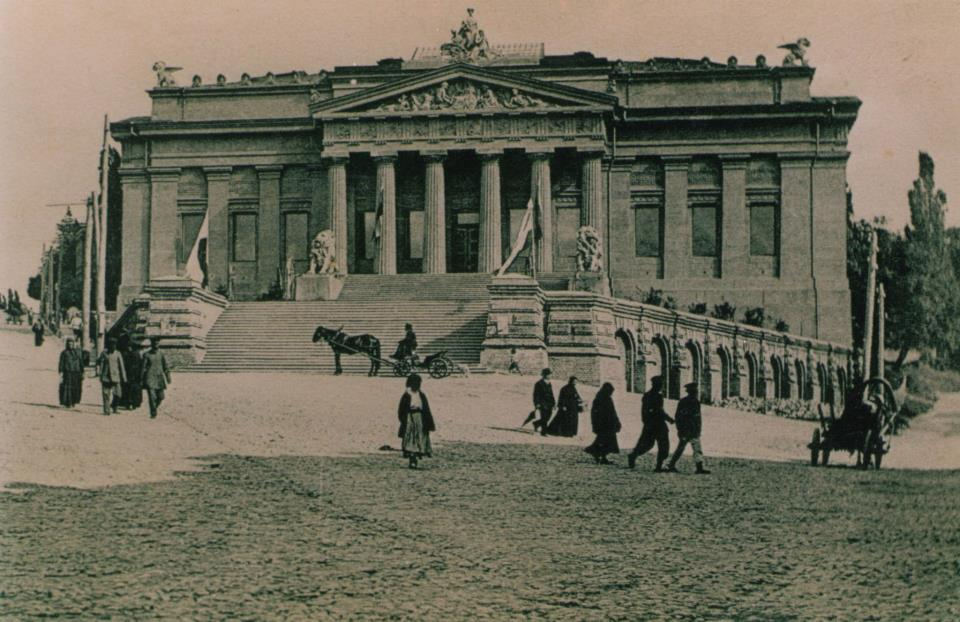
キエフ芸術・工業・科学博物館（1904年）

ウクライナ国立歴史博物館は、ウクライナの歴史と文化を保存・展示する目的で設立された。以下にその歴史を概観する。

### 設立
1899年、キーウで開催された考古学展を機に、キエフ古美術・芸術博物館として設立された。最初の建物は、建築家ヴワディスワフ・ホロデッキーが設計した未完成の施設で、キーウ市民の寄付により資金が調達された。考古学部が最初に設立され、ウクライナの著名な考古学者ヴィケンティ・フヴォイカが主導。1902年よりミコラ・ビリャシフスキーが初代館長を務め、収蔵品の形成に大きく貢献した。
1904年、ニコライ2世の名を冠したキエフ芸術・工業・科学博物館として公式に開館。テレシチェンコ家やハネンコ家などのパトロンが資金を提供し、考古学調査や歴史・民俗学のコレクション充実を支援した。ダニーロ・シチェルバキフスキーが歴史・民俗学部を率い、応用美術や貨幣コレクションが毎年寄贈された。

### ウクライナ独立戦争とソビエト時代
1917～1921年のウクライナ独立戦争中、博物館は教育・啓発の役割を強化。ボリシェヴィキによるウクライナ占領後、1919年に博物館は国有化され、第一国立博物館に改称。個人や団体のコレクションが国有化され、収蔵品が大幅に増加した。
1924年、タラス・シェフチェンコの名を冠したタラス・シェフチェンコ全ウクライナ歴史博物館に改名。考古学、工芸品、美術品を展示し、芸術・考古学・民俗学の大学院も運営した。1934年、施設が移転し、芸術・工業部門は現在のウクライナ国立美術館に分離。残りの展示品はキエフ・ペチェルシカ大修道院に移され、ソビエト政権の反宗教宣伝の拠点である「博物館都市」に統合された。
1935年、タラス・シェフチェンコ中央歴史博物館に改名し、ペチェルシカ大修道院で運営。第二次世界大戦中、1941年にナチス・ドイツの侵攻により、コレクションの一部がウファのバシキール・ネステロフ美術館に疎開。キーウに残った展示品は、ナチスのローゼンベルク特務隊によりドイツへ持ち出され、ホーホシュテット城に保管された。戦後、1947年にミュンヘン中央収集所を経てキーウに返還された。
1943年11月のキーウ解放後、博物館は1944年に現在の建物（旧シェフチェンコ国立美術学校）に移転し、1948年に再開。戦中・戦後の損失を補うため、軍事・考古学・民俗学の調査や他都市（リヴィウ、オデッサ、チェルニーヒウ）の博物館との交換が行われた。
1977年、展示が近代化され、現在のレイアウトの基礎が確立。ソビエト時代後期（ブレジネフの停滞期）には、共産主義の業績やソビエト連邦共産党の指導性を宣伝する展示も行われた。

### 独立後
1991年、ウクライナの独立に伴い、ウクライナ国立歴史博物館に改称。トリピッリャ文化、十分の一税教会、ホロドモール、ウクライナの宝飾史などの展示を開催。2008年には「ウクライナ－スウェーデン：歴史の交差点（17～18世紀）」展を開催し、国際的な注目を集めた。収蔵品はデンマーク、オランダ、スイス、ドイツ、オーストリア、フランス、イタリア、イギリス、アメリカ合衆国、カナダ、日本、シンガポール、韓国で展示された。
2020年、博物館は「MIST」（博物館と歴史の合成語、ウクライナ語で「橋」を意味）にリブランディング。「過去と未来、人々や文化をつなぐ橋」をコンセプトに、現代的な展示と教育プログラムを強化した。
2023年、2014年のクリミア併合時にアラード・ピアソン博物館（アムステルダム）に貸し出されていたクリミアのスキタイ・サルマタイの遺物565点が、ウクライナの所有権を認めるオランダの裁判判決を経て一時的に当館に移管。キエフ・ペチェルシカ大修道院の支部で保管され、「クリミアの解放」まで管理される。
2024年4月、エストニアの国境警備隊が押収した274点の考古学遺物（115枚の貨幣を含む）がウクライナに返還され、当館で展示された。

## 本館建築

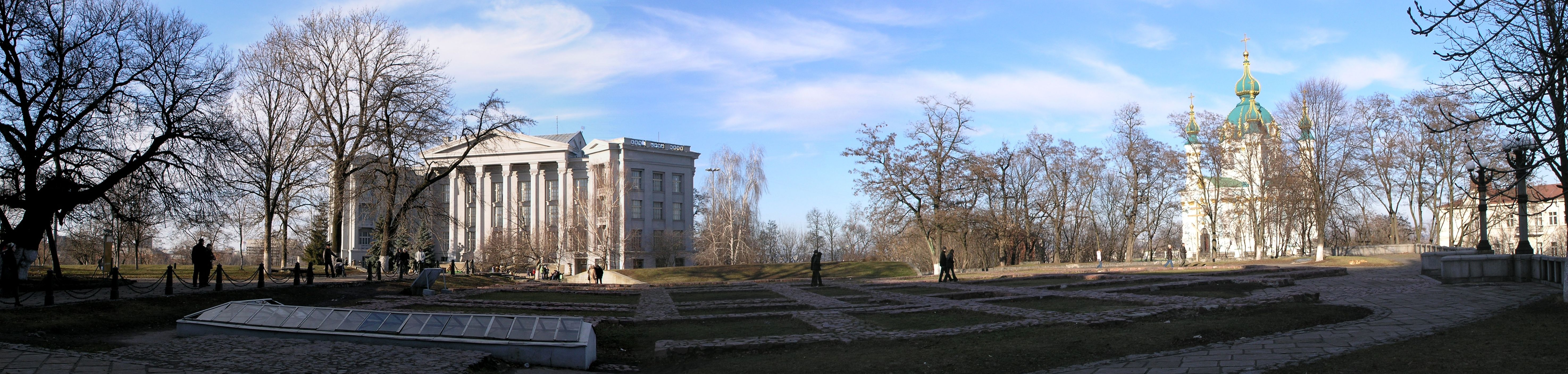
ウクライナ国立歴史博物館（左）とアンドリーウシカ教会（右）のパノラマ

現在の本館は、キーウの歴史的なヴォロディミルスカ通りに位置する。1937～1939年に建築家ヨシフ・カラキスが設計した旧シェフチェンコ国立美術学校の建物で、1944年に博物館に移管された。1948年より一般公開され、キーウの文化ランドマークの一つとなっている。

## 収蔵品
博物館の収蔵品は約80万点で、考古学、民俗学、貨幣学、武器、装飾芸術、写本、絵画、ウクライナの独立運動の遺物などを含む。常設展示では約2万2000点が公開され、ウクライナの歴史を網羅する。主な展示品は以下の通り：
- 100万年前の原始的な道具
- 石器時代の装飾品（例：マンモスの牙のブレスレット）
- トリピッリャ文化の陶器
- スキタイ・サルマタイの武器、馬具、動物様式の美術品
- 古代ギリシャの工芸品と宝飾品
- ヴォロディミル・スヴャトスラヴィチの三叉矛（トライデント）を描く銀・金貨
- キエフ・ルーシの銀製フリヴナとプリンスのトライデント
- ヘトマンの法令（ウニヴェルサル）
- ザポロージャ・コサックの旗と銃
- キーウ府主教の馬車
- 19世紀の家具、食器、工芸品

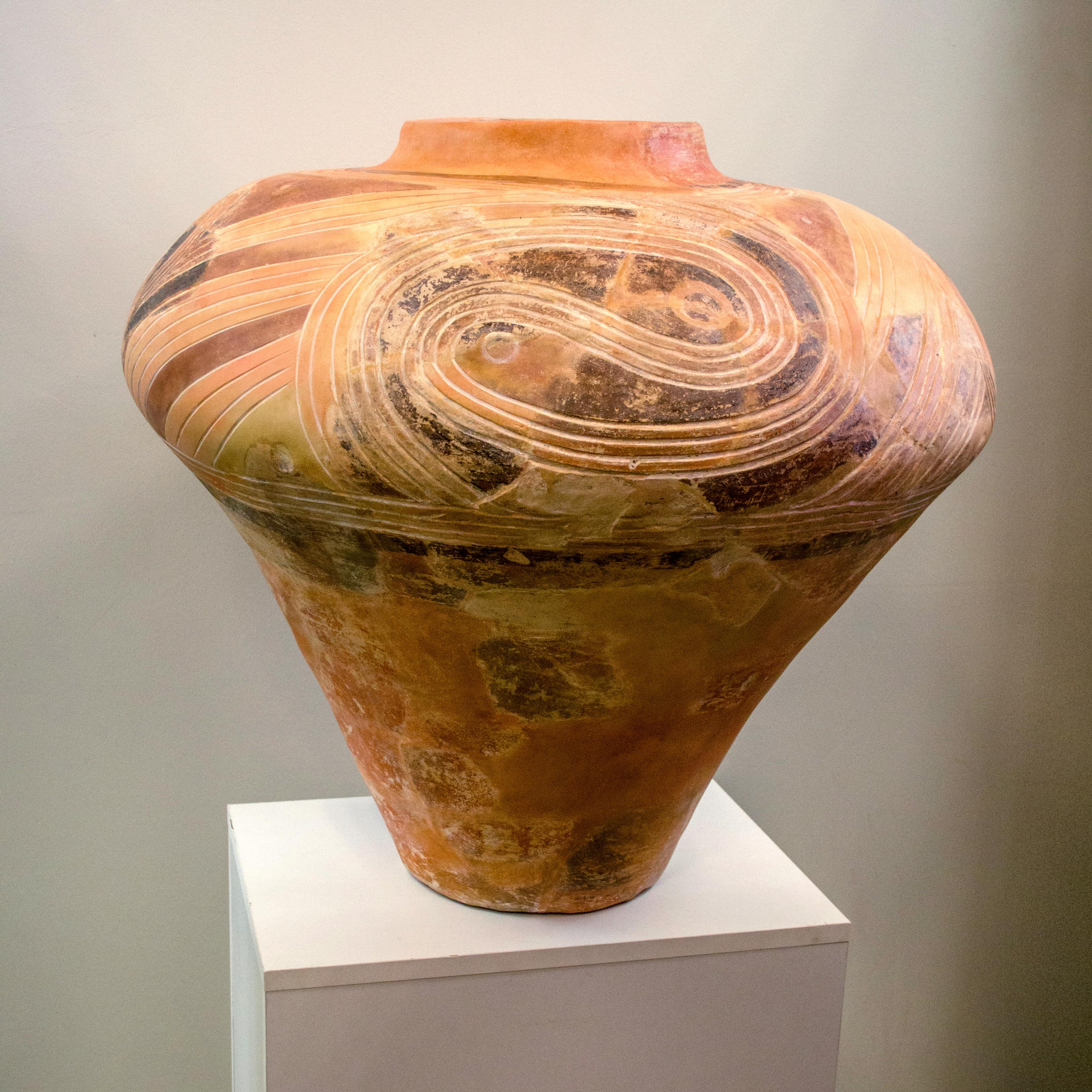
トリピッリャ文化の陶器
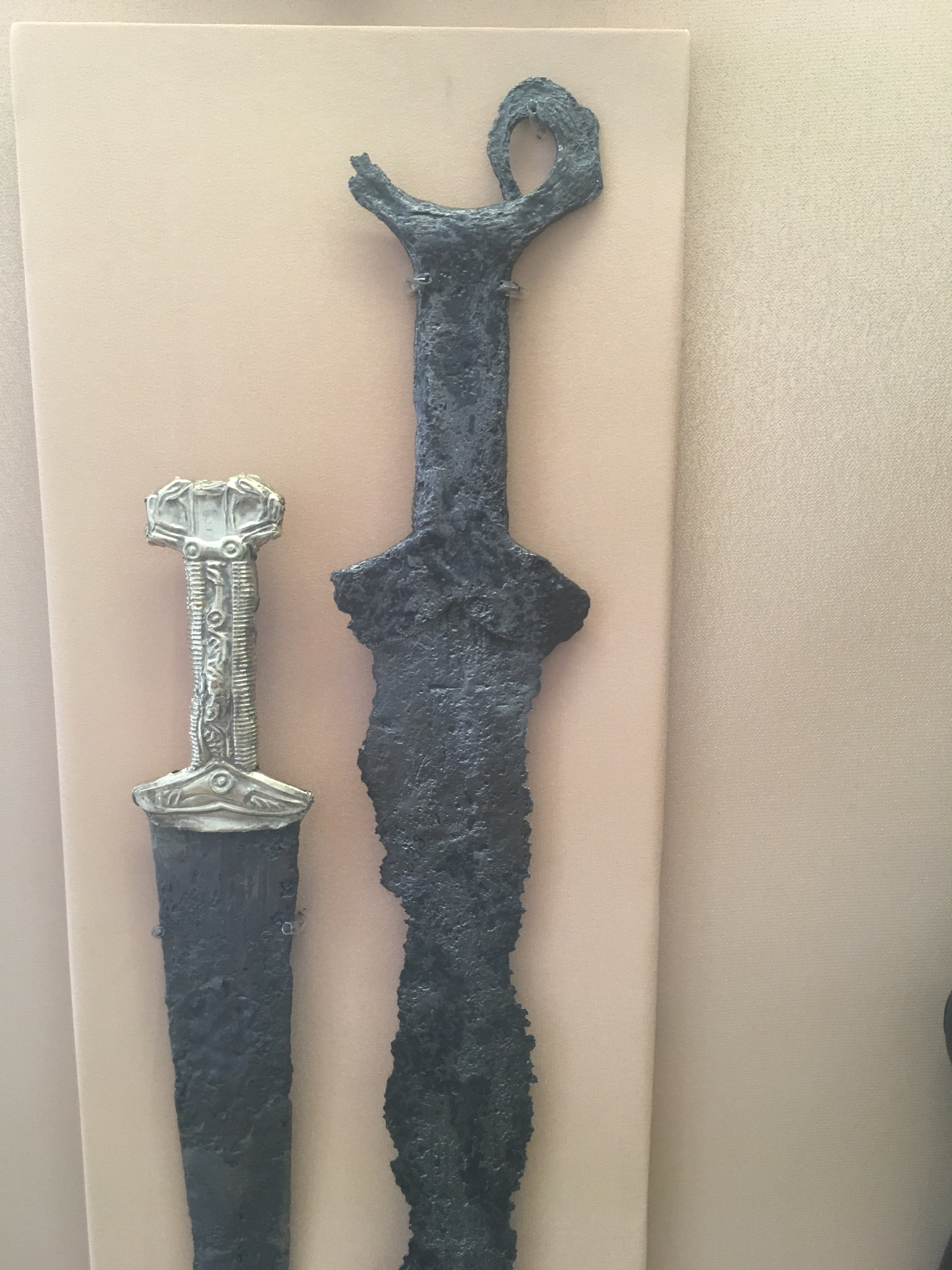
スキタイの金装飾の剣
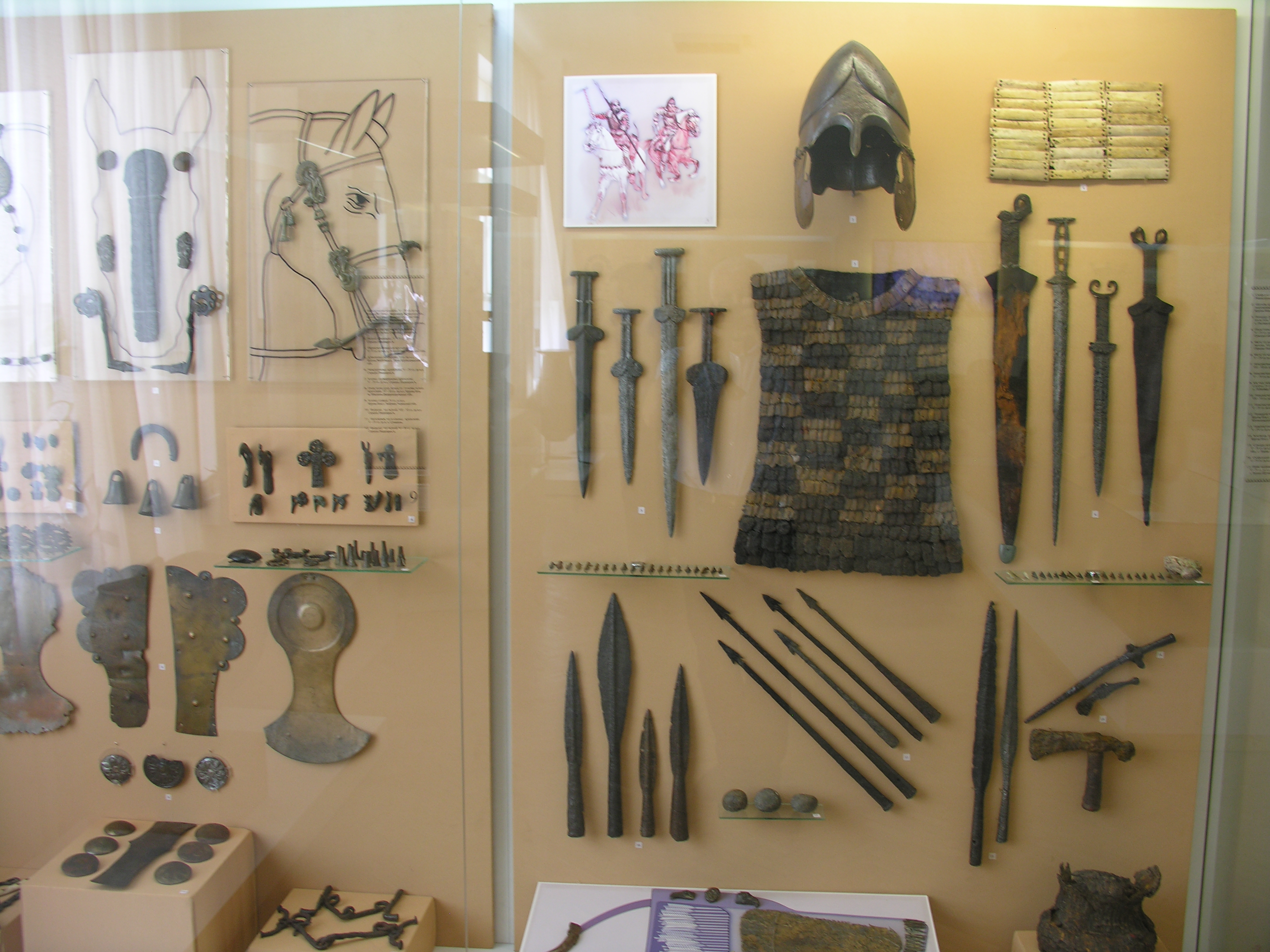
スキタイの動物様式美術
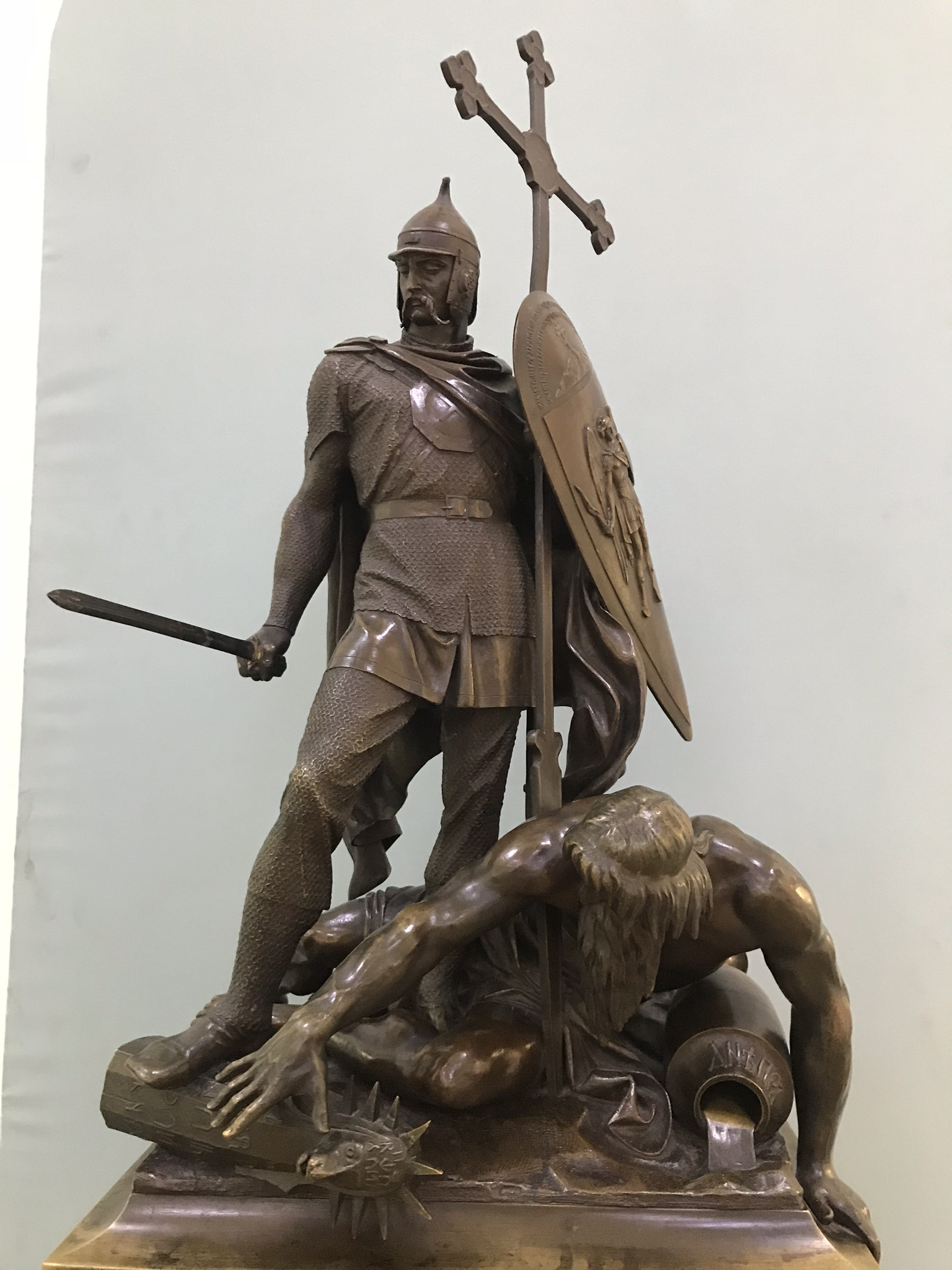
ヴォロディミル公の記念碑案（19世紀）
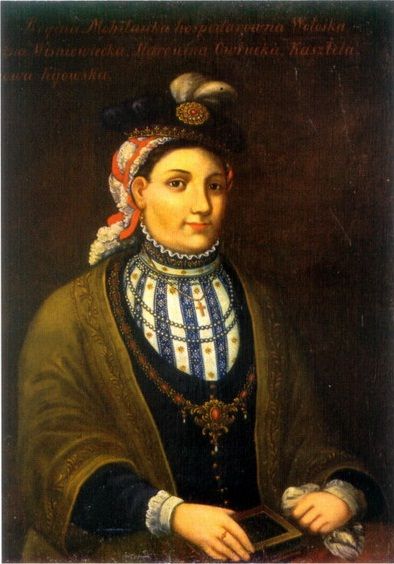
モヒランカの肖像
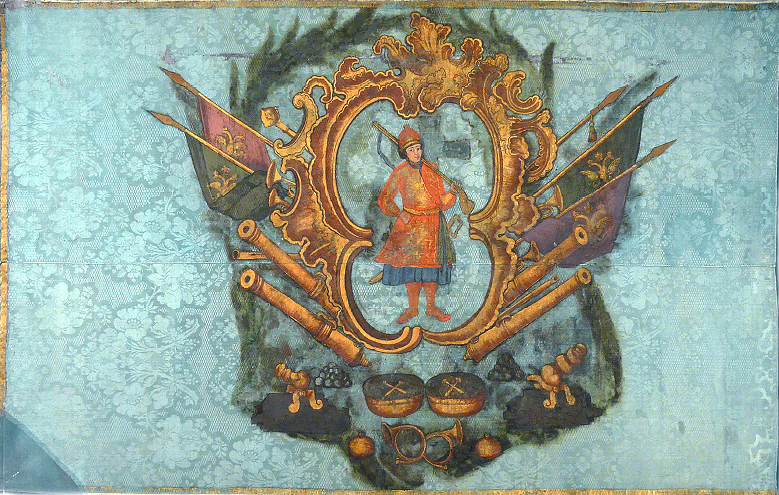
ルブヌィ連隊の旗
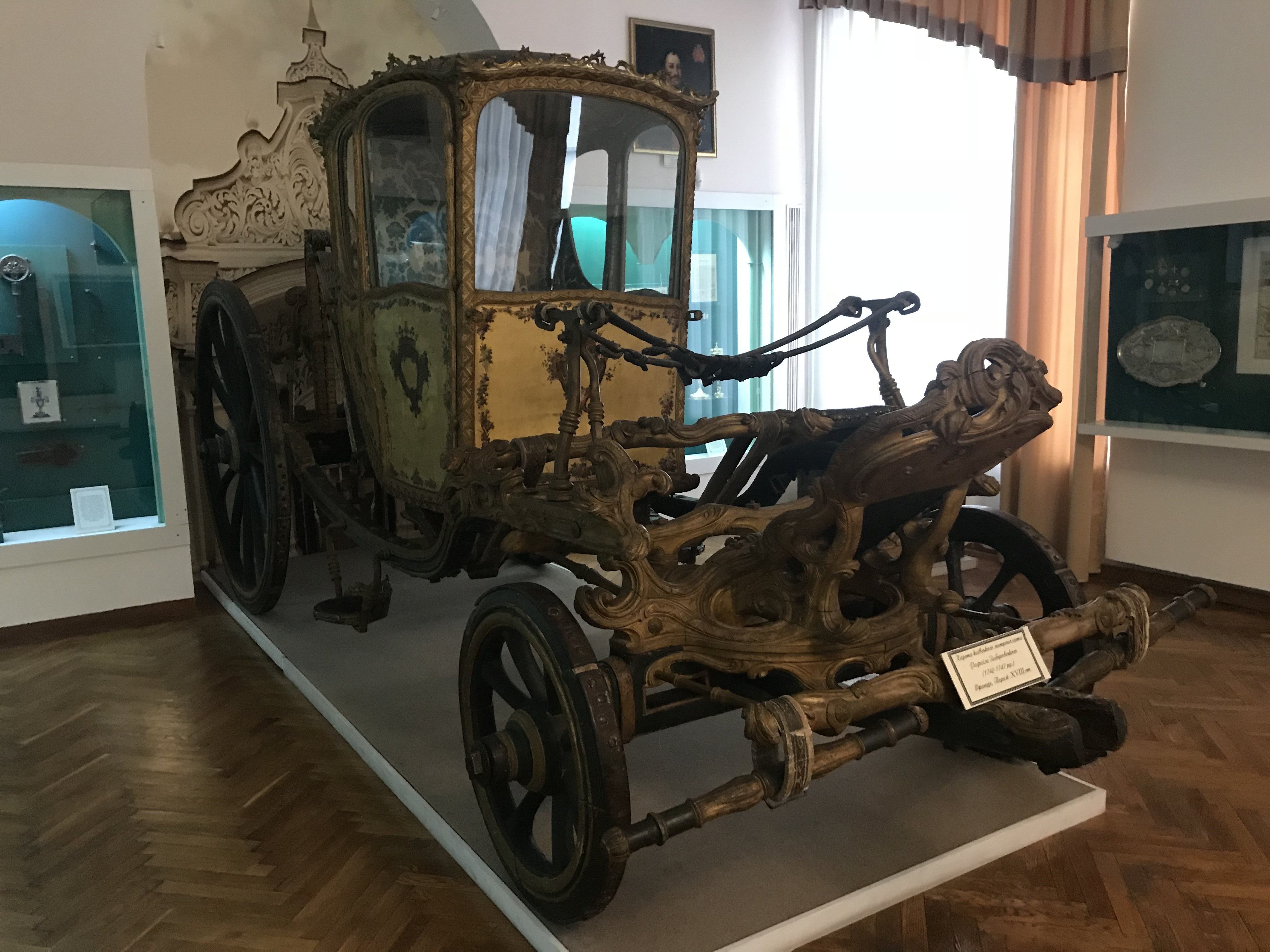
キーウ府主教の馬車（18世紀）

博物館では、子供や大人向けのインタラクティブなツアー、夜間演劇ツアー、テーマ別ツアーも開催される。

## 支部
ウクライナ国立歴史博物館には以下の支部がある：
- キーウ市教師会館：ウクライナ中央ラーダの3つの法令やウクライナ独立戦争の指導者の資料・遺品を展示。
- ウクライナ歴史宝物博物館：キエフ・ペチェルシカ大修道院内に位置し、「ウクライナの黄金宝庫」と呼ばれる。青銅器時代（紀元前3千年紀）から現代までの金・銀・宝石の5万6000点以上を収蔵。トーヴスタ・モヒーラの黄金胸飾、キエフ・ルーシの工芸品、14世紀以降のウクライナ宝飾、18～20世紀のユダヤ教儀式用銀器などを展示。